# Donnybrook Raceway
Der Donnybrook Raceway ist eine permanente Motorsportrennstrecke rund 17 Kilometer östlich der Hauptstadt Harare in Simbabwe. Sie ist nach dem Breedon Everard Raceway die zweite, etwas jüngere und kürzere Rennstrecke in Simbabwe.

## Geschichte
Die Strecke wurde als Nachfolge-Anlage des Marlborough Circuit konzipiert, der seinerseits Nachfolger des Flugplatzkurses des Belvedere Airport Circuit war, auf dem der erste Große Preis von Rhodesien ausgetragen wurde.
Im Januar 1972 wurde auf dem 326 Hektar großen Grundstück die Rennstrecke errichtet, die den Namen Donnybrook Park erhielt und auf die der Rhodesische GP wieder zurück nach Harare geholt werden sollte, nachdem er lange Zeit in Bulawayo ausgerichtet wurde. Das Streckenlayout mit acht Kurven wurde vom früheren Weltmeister Graham Hill mit konzipiert. Die FIA -Delegation bestand jedoch bei der Streckenabnahme zum Formel-1-Rennen auf Sicherheitskorrekturen und somit konnte erst im April 1974 der erste Rhodesian Grand Prix auf der neuen Strecke ausgetragen werden. Ian Scheckter auf einem Formel-1-Lotus-Cosworth gewann dieses Eröffnungsrennen.

## Veranstaltungen
Seit 1974 finden auf dem Donnybrook Raceway nationale Auto- und Motorradrennen aller Klassen sowie Dragracing-Events statt. Auf dem Gelände des Donnybrook Park befinden sich auch eine homologierte Kartrennstrecke, sowie Auto- und Motocross-Strecken.